# Кодорніс (Сеговія)
Кодорніс (ісп. Codorniz) — муніципалітет в Іспанії, у складі автономної спільноти Кастилія-і-Леон, у провінції Сеговія. Населення — 405 осіб (2010).
Муніципалітет розташований на відстані близько 100 км на північний захід від Мадрида, 41 км на захід від Сеговії.
На території муніципалітету розташовані такі населені пункти: (дані про населення за 2010 рік)
- Кодорніс: 274 особи
- Монтуенга: 131 особа

## Демографія
Динаміка населення (INE ):